# E607号線
E607号線 (E607ごうせん、英: European route E607) はフランスにあり、ディゴワン – シャロン＝シュル＝ソーヌを結ぶ、欧州自動車道路のBクラス幹線道路。
- フランス
  - E62号線 – ディゴワン
  - E21号線 – シャロン＝シュル＝ソーヌ